# FFH-Gebiet Moorweiher im Staatsforst Drelsdorf

Das FFH-Gebiet Moorweiher im Staatsforst Drelsdorf ist ein NATURA 2000-Schutzgebiet in Schleswig-Holstein im Kreis Nordfriesland am Westrand der Gemeinde Norstedt im Naturraum Schleswig-Holsteinische Geest. Das FFH-Gebiet ist Teil des Staatsforstes Drelsdorf. Es grenzt im Süden an die Landesstraße L28 und die Nordgrenze bildet die Gemeindegrenze zur Gemeinde Drelsdorf. Das FFH-Gebiet hat eine Größe von 6 ha. Seine größte Ausdehnung liegt in Nordwestrichtung und beträgt 0,4 km. Die höchste Erhebung mit 15 m über NN liegt im Süden, die niedrigsten Bereiche mit 13 m über NN an der Nordostspitze und in der Umgebung des Moorweihers im Zentrum.

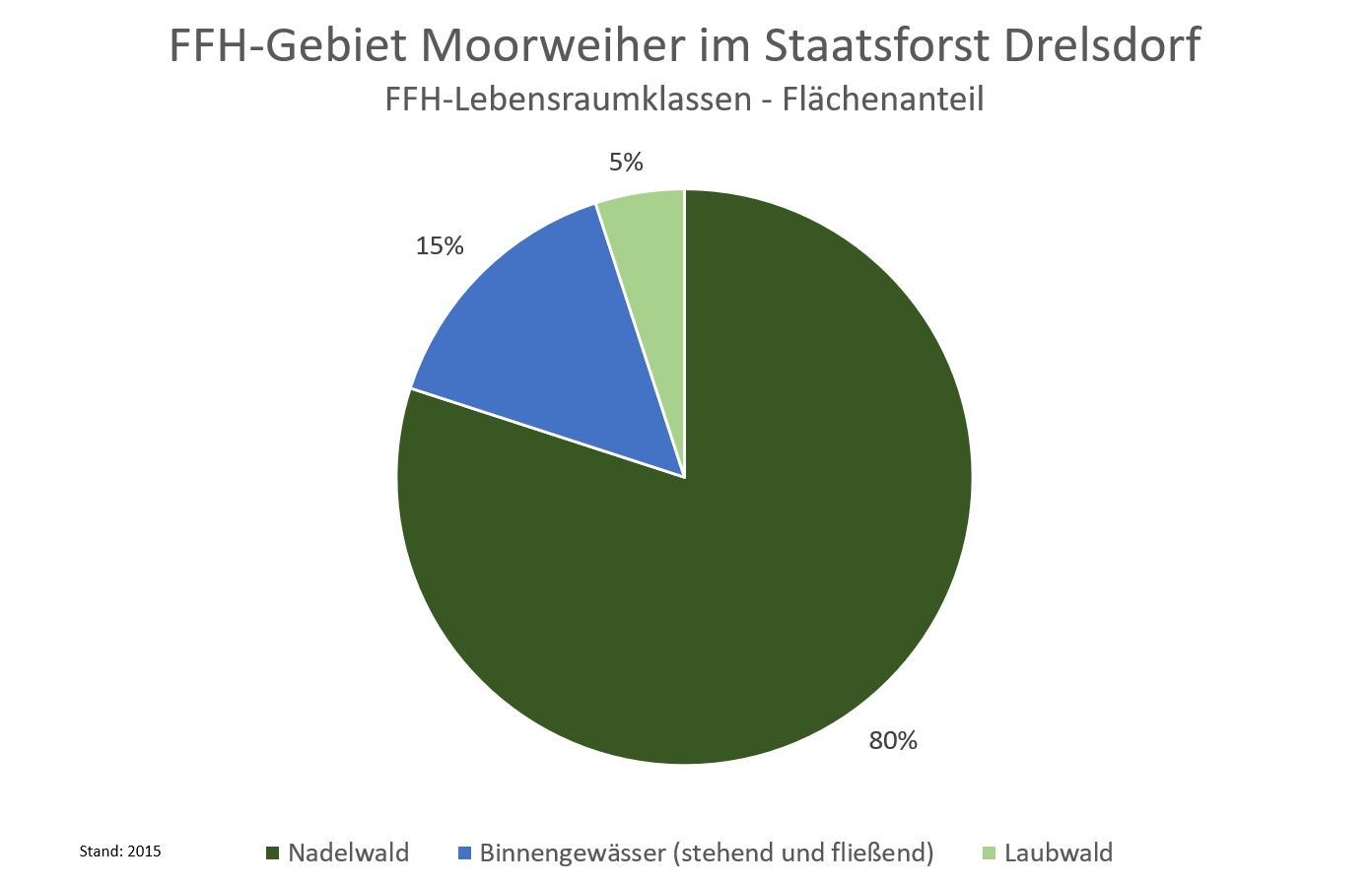
Diagramm 1: FFH-Lebensraumklasse

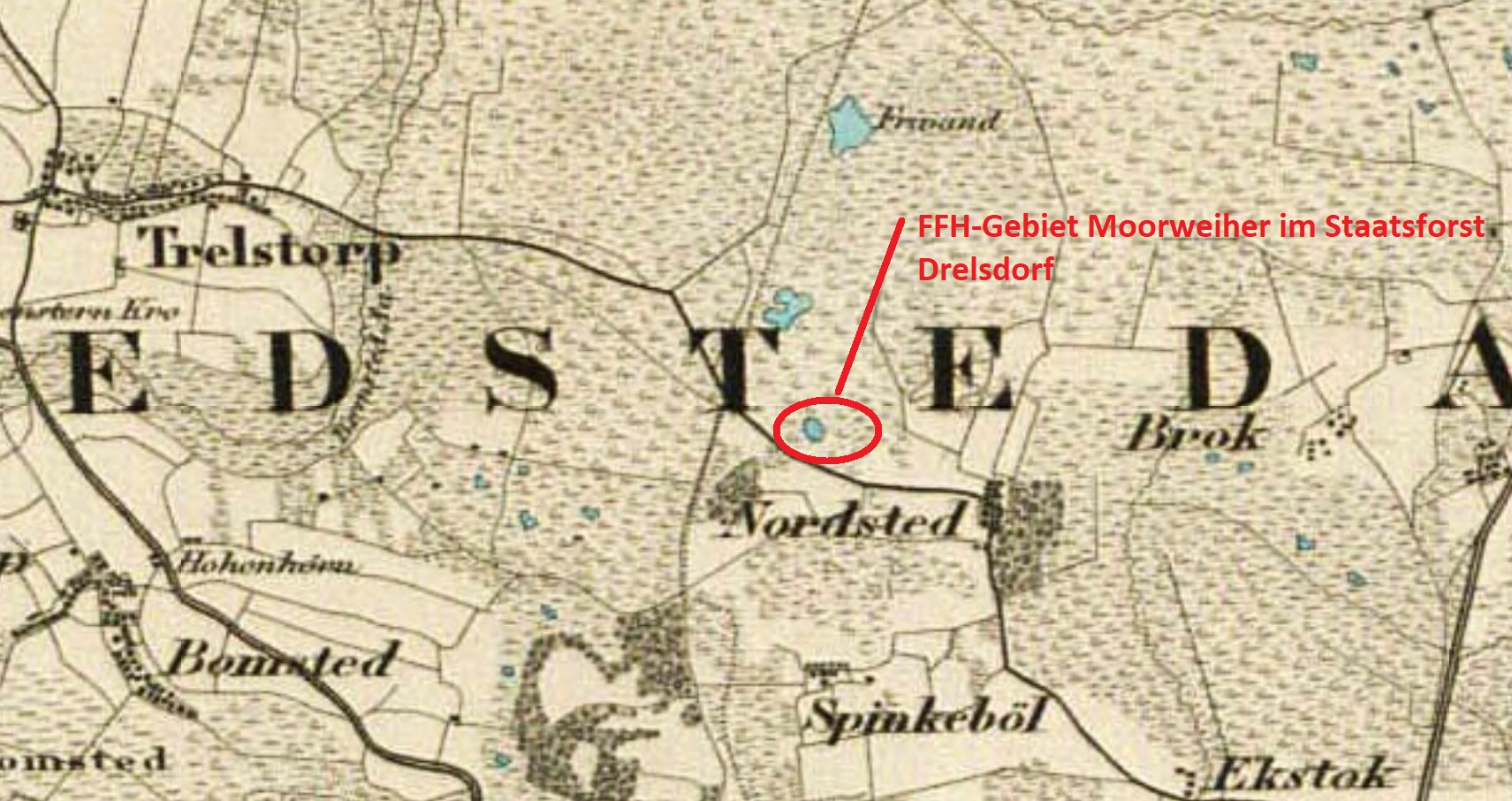
Bild 1 FFH-Gebiet um 1857

Das FFH-Gebiet besteht zu 80 % aus der FFH-Lebensraumklasse Nadelwald und zu 5 % aus Laubwald. Den Rest bildet mit 15 % der Fläche der Moorweiher. Bei diesem handelt es sich um einen im Jahre 1978 angelegten künstlichen Teich, der durch das Ausbaggern einer dort ursprünglich vorhandenen Hochmoorlinse entstanden ist. Der Weiher liegt in einem Sander mit Ortstein und wird ausschließlich durch Regenwasser gespeist.
Bis zum Ende des 19. Jahrhunderts war die gesamte Gegend von Heide und Mooren bedeckt. Die dänische Generalstabskarte von 1857 zeigt einen kleinen See an der Stelle des heutigen FFH-Gebietes „Moorweiher im Staatsforst Drelsdorf“. Ob er die damalige Hochmoorlinse des heutigen Moorweihers kennzeichnet, ist nicht eindeutig geklärt. Das wesentlich genauere Messtischblatt der Preußischen Landesaufnahme von 1878 verzeichnet an gleicher Stelle kein Gewässer. Die eingezeichneten Torfstiche unmittelbar am Nordrand der FFH-Gebietsgrenze belegen die Lage in einem Feuchtgebiet. Südlich der Landstraße befand sich in einer flachen Senke ein auf beiden Karten verzeichnetes mit Laubbäumen durchsetztes Heidegebiet in der heutigen aus Mischwald bestehenden Abteilung 501 des Staatsforstes. Ende des 19ten Jahrhunderts wurde die Heide auf Veranlassung des preußischen Provinzialforstdirektors Carl Emeis mit Laub- und Nadelbäumen bepflanzt und es entstand der Staatsforst Drelsdorf mit der Försterei im Zentrum. Nach den Kahlschlägen durch die britische Besatzungsmacht nach dem Zweiten Weltkrieg wurde dieser mit Japanischer Lärche und Sitka-Fichte wieder aufgeforstet.
Das gesamte FFH-Gebiet befindet sich im Besitz der Schleswig-Holsteinischen Landesforsten G.ö.R. (SHLF). Es wird von der Försterei Drelsdorf bewirtschaftet.

## FFH-Gebietsgeschichte und Naturschutzumgebung
Der NATURA 2000-Standard-Datenbogen (SDB) für dieses FFH-Gebiet wurde im Mai 2004 vom Landesamt für Landwirtschaft, Umwelt und ländliche Räume (LLUR) des Landes Schleswig-Holstein erstellt, im September 2004 als Gebiet von gemeinschaftlicher Bedeutung (GGB) vorgeschlagen, im November 2007 von der EU als GGB bestätigt und im Januar 2010 national nach § 32 Absatz 2 bis 4 BNatSchG in Verbindung mit § 23 LNatSchG als besonderes Erhaltungsgebiet (BEG) bestätigt. Der SDB wurde zuletzt im März 2015 aktualisiert. Da dieses FFH-Gebiet sich vollständig im Besitz der Schleswig-Holsteinischen Landesforsten G.ö.R. befindet, wurde kein Managementplan, sondern ein Managementvermerk veröffentlicht.
In der näheren Umgebung befinden sich keine weiteren Schutzgebiete. Den Nord- und Westrand des FFH-Gebietes bilden Forstwege. Hinweistafeln des Besucher-Informations-Systems (BIS) für Naturschutzgebiete und NATURA 2000-Gebiete in Schleswig-Holstein sind vom LLUR an den Zugängen oder innerhalb des FFH-Gebietes nicht aufgestellt worden. Ein entsprechendes BIS-Faltblatt ist nicht verfügbar. Da das FFH-Gebiet weitab der wichtigen Fernverkehrsverbindungen B5 und B200 liegt, ist der Besucherdruck sehr gering.
Nur wenige Meter von der Nordspitze des FFH-Gebietes entfernt liegen zwei gesetzlich geschützte archäologische Bodendenkmäler rechts und links des Forstweges. Es handelt sich um die Grabhügel aKD-ALSH-001191 und aKD-ALSH-001192.

## FFH-Erhaltungsgegenstand

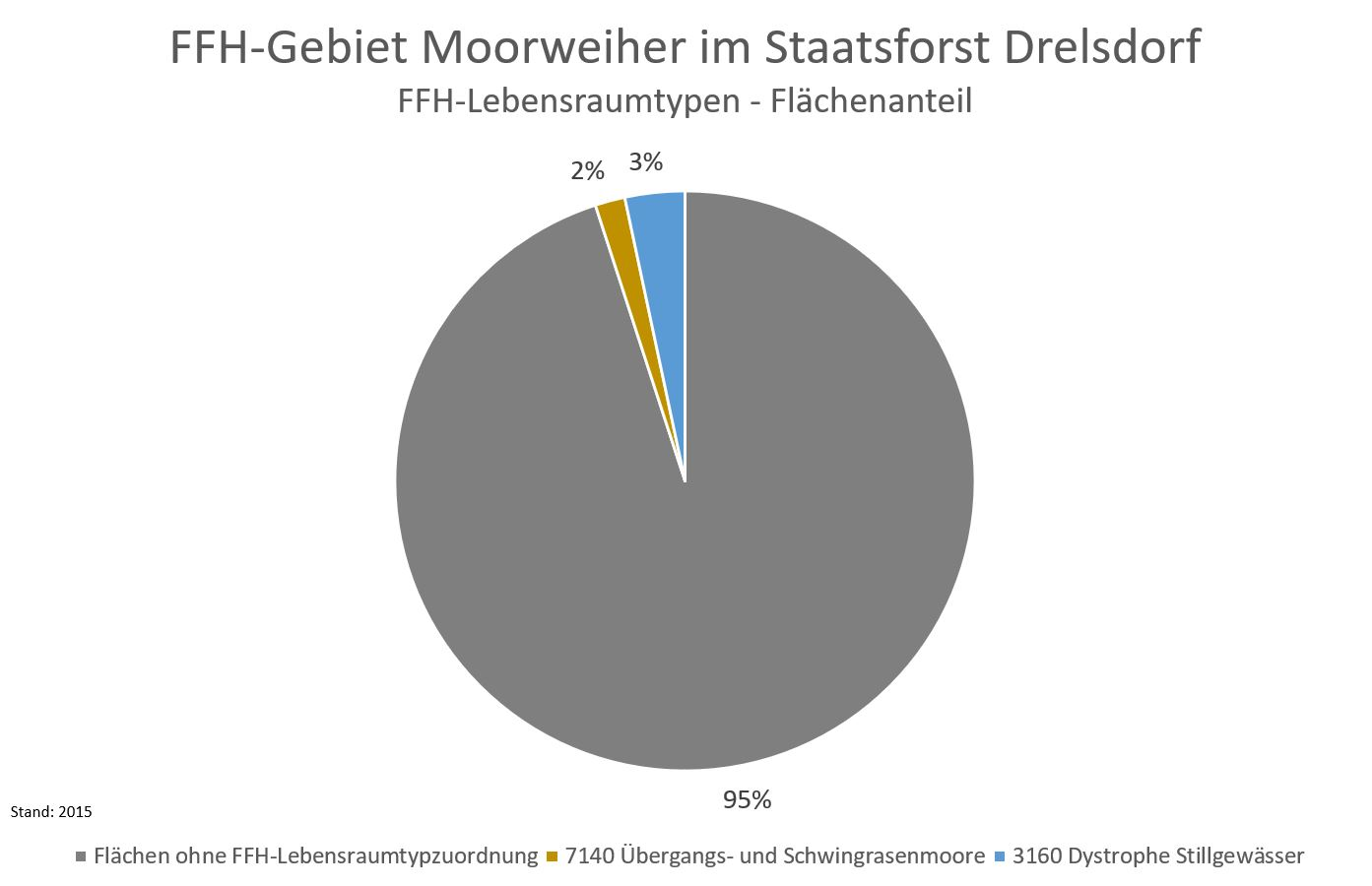
Diagramm 2: FFH-Lebensraumtypen

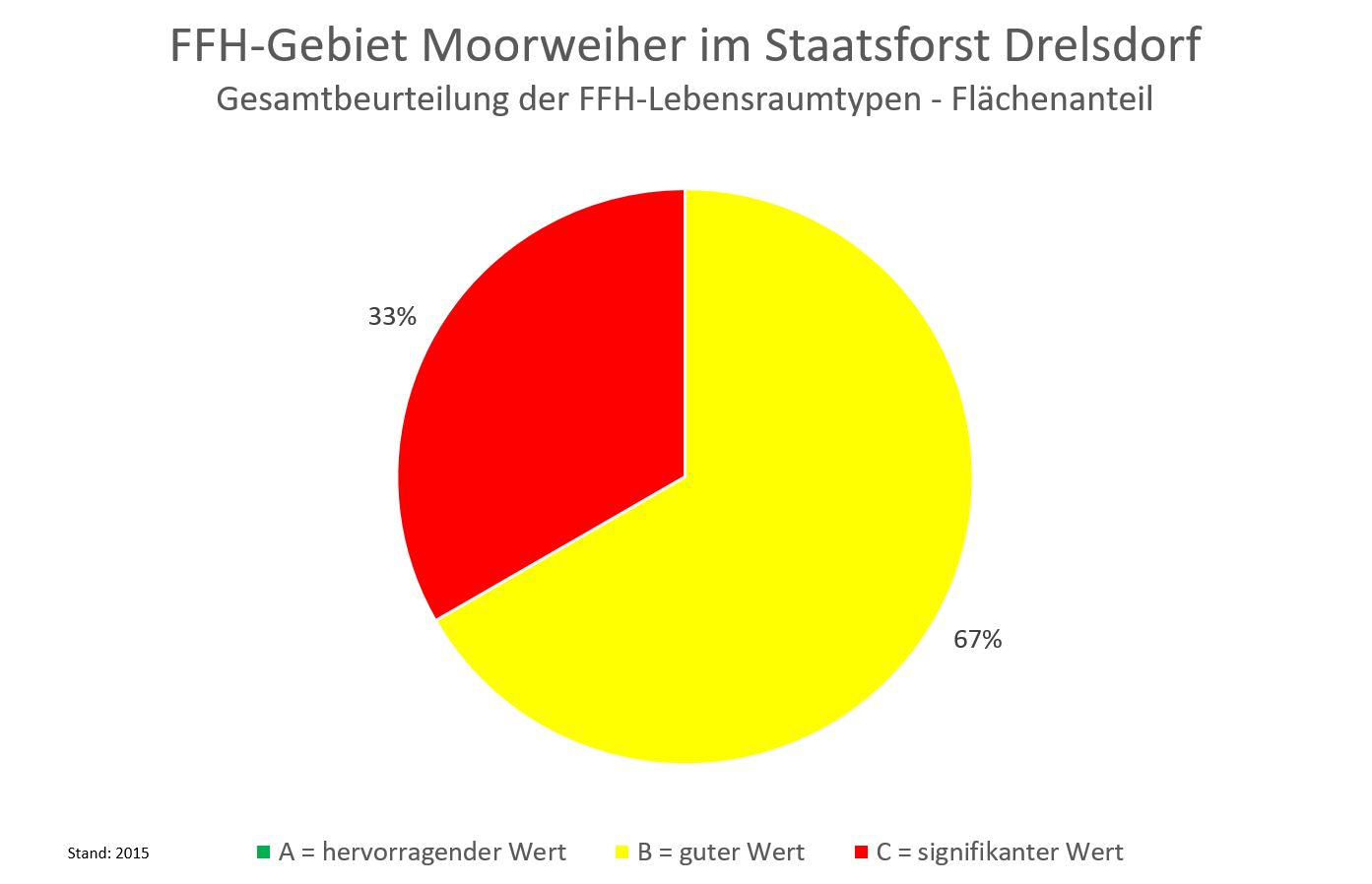
Diagramm 3: Gesamtbeurteilung der FFH-Lebensraumtypen

Laut Standard-Datenbogen vom März 2015 sind folgende FFH-Lebensraumtypen und Arten für das FFH-Gebiet als FFH-Erhaltungsgegenstände mit den entsprechenden Beurteilungen zum Erhaltungszustand der Umweltbehörde der Europäischen Union gemeldet worden (Gebräuchliche Kurzbezeichnung (BfN)):
FFH-Lebensraumtypen (LRT) nach Anhang I der EU-Richtlinie:
- 3160 Dystrophe Stillgewässer (Gesamtbeurteilung B)[12]
- 7150 Torfmoor-Schlenken mit Schnabelbinsen-Gesellschaften (Gesamtbeurteilung C)[13]

Der begrenzende Faktor für eine bessere Gesamtbewertung ist die geringe Größe der LRT-Flächen, die nur mit C bewertet werden kann.
Im Südosten des FFH-Gebietes befindet sich das 1 ha große Biotop-Nr. 325066048-414 mit dem FFH-Lebensraumtyp 9110 Hainsimsen-Buchenwälder, das noch nicht in den SDB aufgenommen wurde. Das Biotop ist stark durchsetzt von Sitka-Fichten und Japanischer Lärche und ist deshalb kein gesetzlich geschütztes Biotop. Der Moorweiher ist ein gesetzlich geschütztes Biotop mit der Biotop-Nr. 325066048-401. Der Bereich der Torfmoorschlenken um den Moorweiher hat neben dem Status eines LRT auch den Status eines gesetzlich geschützten Biotops mit der Biotop-Nr. 325066048-402. Alle LRT-Flächen unterliegen dem Verschlechterungsverbot.

## FFH-Erhaltungsziele

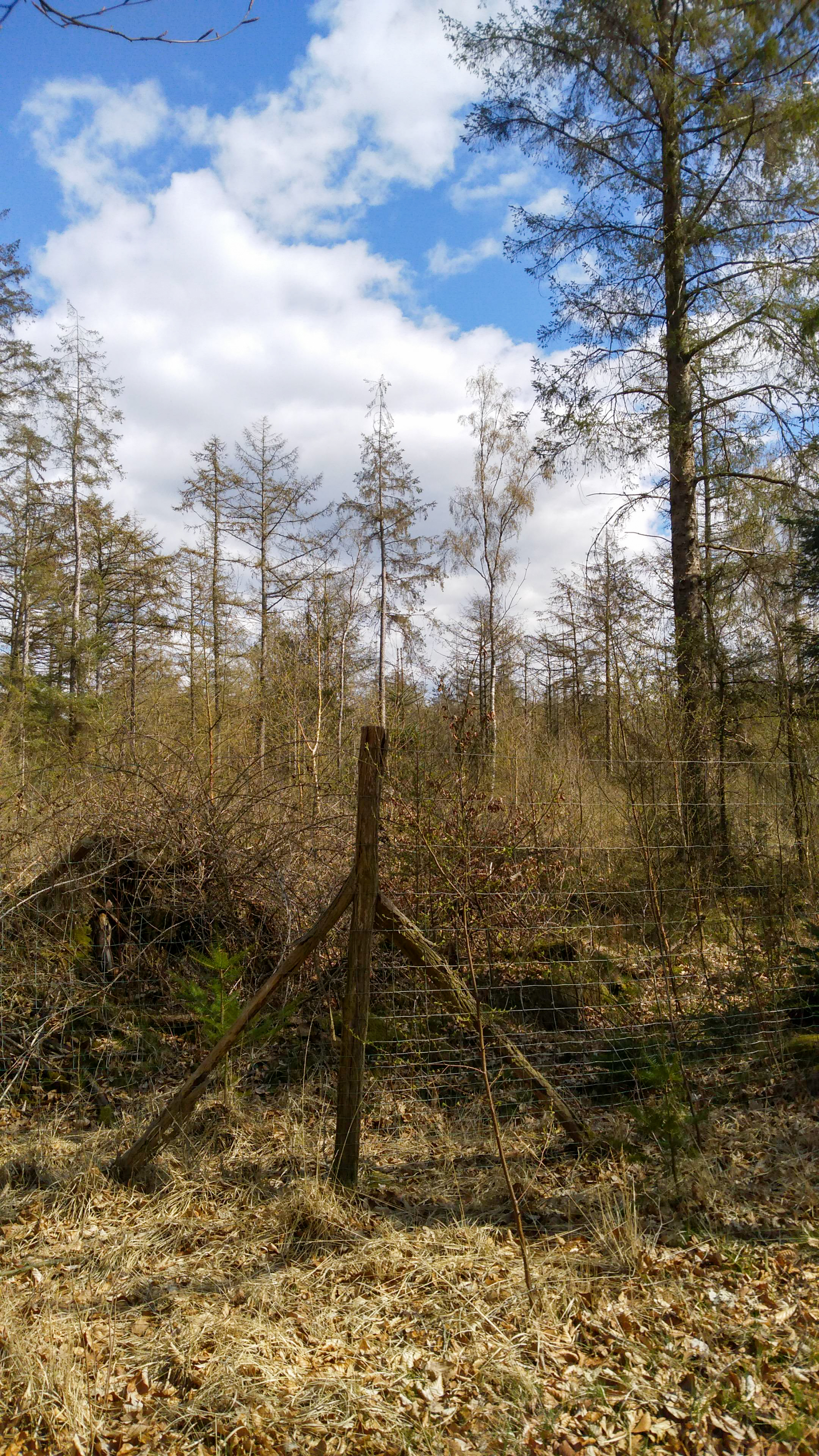
Bild 2: Südwestende der Schonung in der Windbruchfläche

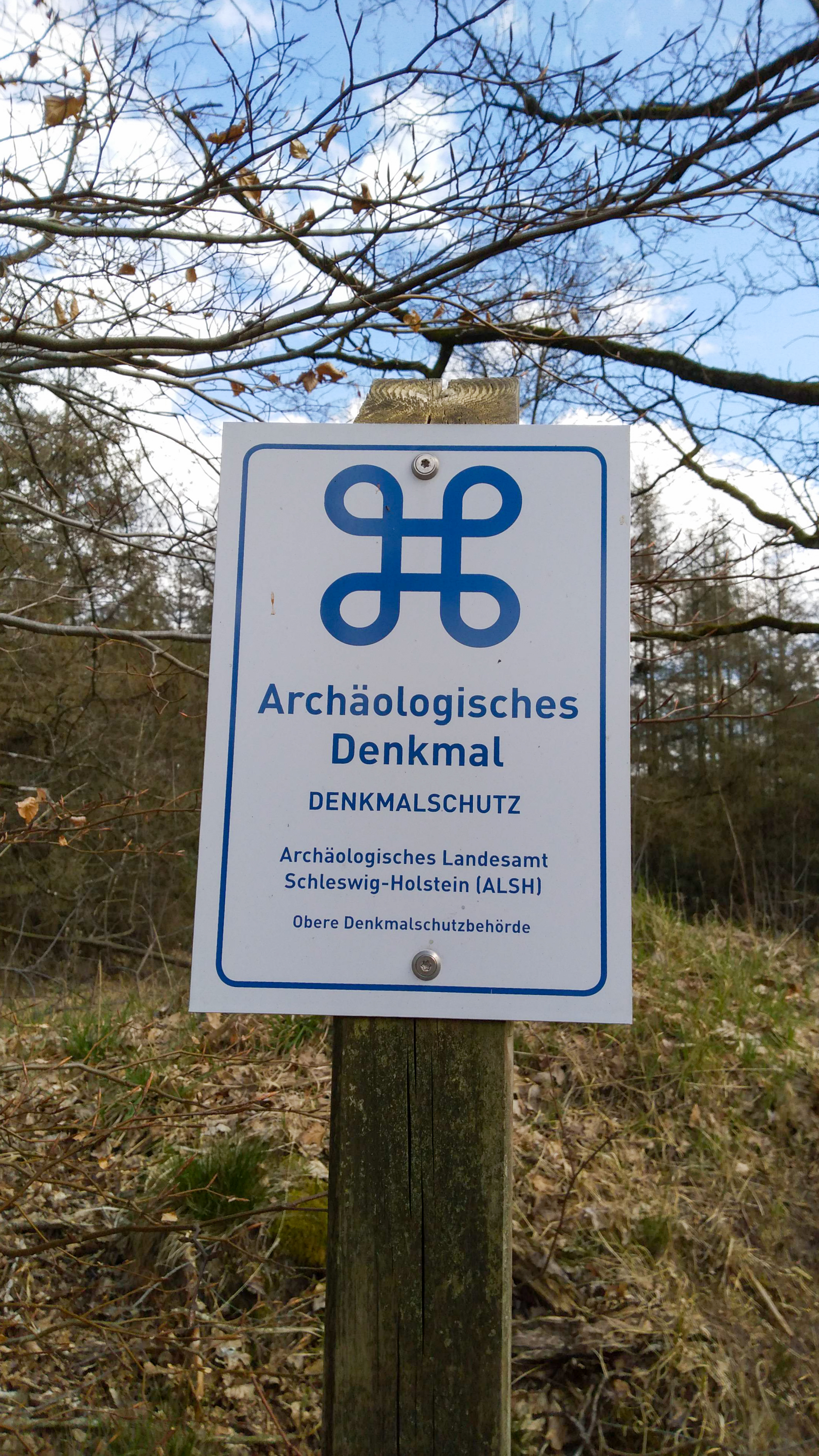
Bild 3: Grabhügel in unmittelbarer Nähe des FFH-Gebietes

Aus den oben aufgeführten FFH-Erhaltungsgegenständen werden als FFH-Erhaltungsziele von besonderer Bedeutung die Erhaltung folgender Lebensraumtypen und Arten im FFH-Gebiet vom Ministerium für Energiewende, Landwirtschaft, Umwelt und ländliche Räume des Landes Schleswig-Holstein erklärt:
- 3160 Dystrophe Stillgewässer

Aus den oben aufgeführten FFH-Erhaltungsgegenständen werden als FFH-Erhaltungsziele von Bedeutung die Erhaltung folgender Lebensraumtypen und Arten im FFH-Gebiet vom Ministerium für Energiewende, Landwirtschaft, Umwelt und ländliche Räume des Landes Schleswig-Holstein erklärt:
- 7150 Torfmoor-Schlenken mit Schnabelbinsen-Gesellschaften

## FFH-Analyse und Bewertung
Das Kapitel FFH-Analyse und Bewertung im Managementvermerk beschäftigt sich unter anderem mit den aktuellen Gegebenheiten des FFH-Gebietes und den Hindernissen bei der Erhaltung und Weiterentwicklung der FFH-Lebensraumtypen. Die Ergebnisse fließen in den FFH-Maßnahmenkatalog ein.
Die Analyse und Bewertung wird in diesem Fall sehr kurz gehalten. Es wird festgehalten, dass es sich bei dem künstlich angelegten Weiher um einen wichtigen Lebensraum für mehrere Libellenarten handelt.

## FFH-Maßnahmenkatalog
Der FFH-Maßnahmenkatalog im Managementvermerk führt neben den bereits durchgeführten Maßnahmen geplante Maßnahmen zur Erhaltung und Entwicklung der FFH-Lebensraumtypen im FFH-Gebiet an.
Der Maßnahmenkatalog ist sehr übersichtlich. Man will den Nadelwald am Weiher zurückdrängen, um die Beschattung zu verringern und den Waldumbau von Nadel- nach Laubwald weiterführen. Dies deckt sich mit den landesweit gültigen Handlungsgrundsätzen für die SHLF. Alle Maßnahmen werden von den Landesforsten in Eigenverantwortung durchgeführt.

## FFH-Erfolgskontrolle und Monitoring der Maßnahmen
Eine FFH-Erfolgskontrolle und Monitoring der Maßnahmen findet in Schleswig-Holstein alle sechs Jahre statt. Mit Stand 26. März 2021 wurden noch keine Ergebnisse eines Folgemonitorings veröffentlicht.